# Huang Haiqiang
Huang Haiqiang, född 8 februari 1988, är en friidrottare från Kina. Han deltog vid olympiska sommarspelen 2008.